# Cesta-punta

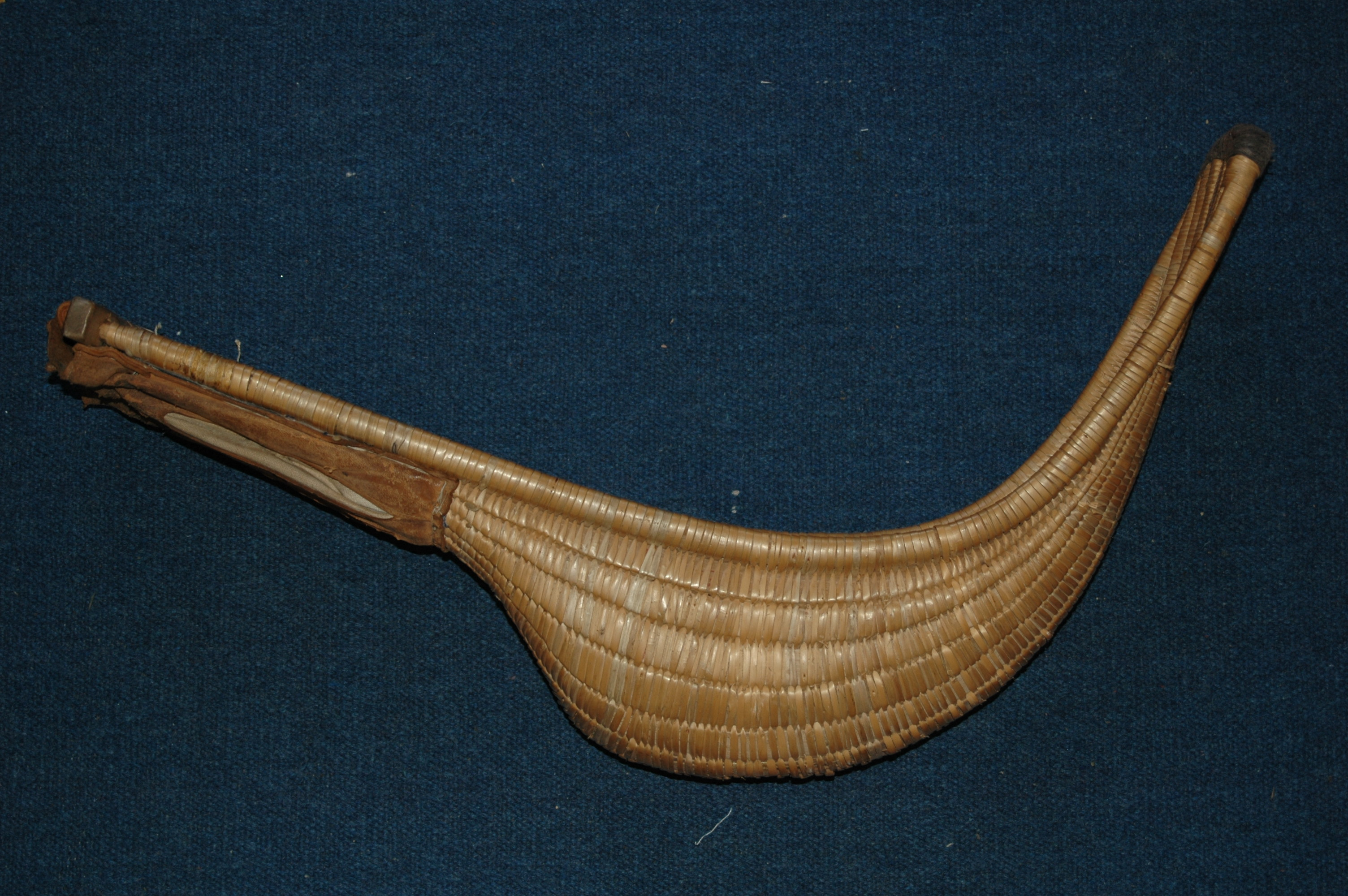
Cistella de la modalitat cesta-punta.

Cesta-punta (de l'euskera zesta-punta, 'punta de cistella'), també anomenada en basc jai alai (festa alegre) és una modalitat de pilota basca que es practica amb una cistella de vímet. En la cesta-punta, s'agafa la pilota amb la cistella, es pren impuls i es llança cap al frontó. En aquesta modalitat la cistella emprada té un pes que oscil·la entre 200 i 600 g, sent la seva longitud entre 62 cm per als de davant i 68 cm els de darrere (si es té en compte la curvatura de les línies, aquestes dimensions oscil·len entre 90 i 110 cm) i, la profunditat de la cavitat de la cistella de 15 cm. La cistella es fabrica amb fusta de castanyer, teixida de vímet, no obstant això en l'actualitat s'utilitzen materials sintètics. La forma de la cistella corba, còncava, allargada i estreta, és pel que sembla una modificació de l'antiga cistella. Encaixa a la mà a manera de guant (lligant-la amb una corda) i va proveïda d'una borsa que ajuda a retenir la pilota.
Esport d'origen basc, jugat en frontons, generalment entre 54 a 60 m. La principal característica de la cistella és la de llançar la pilota amb major força i eficàcia després de recollir-la i deixar-la lliscar fins al seu extrem, des d'on sortirà directa contra el frontó, intentant fer "tant" per aconseguir el major nombre de punts.

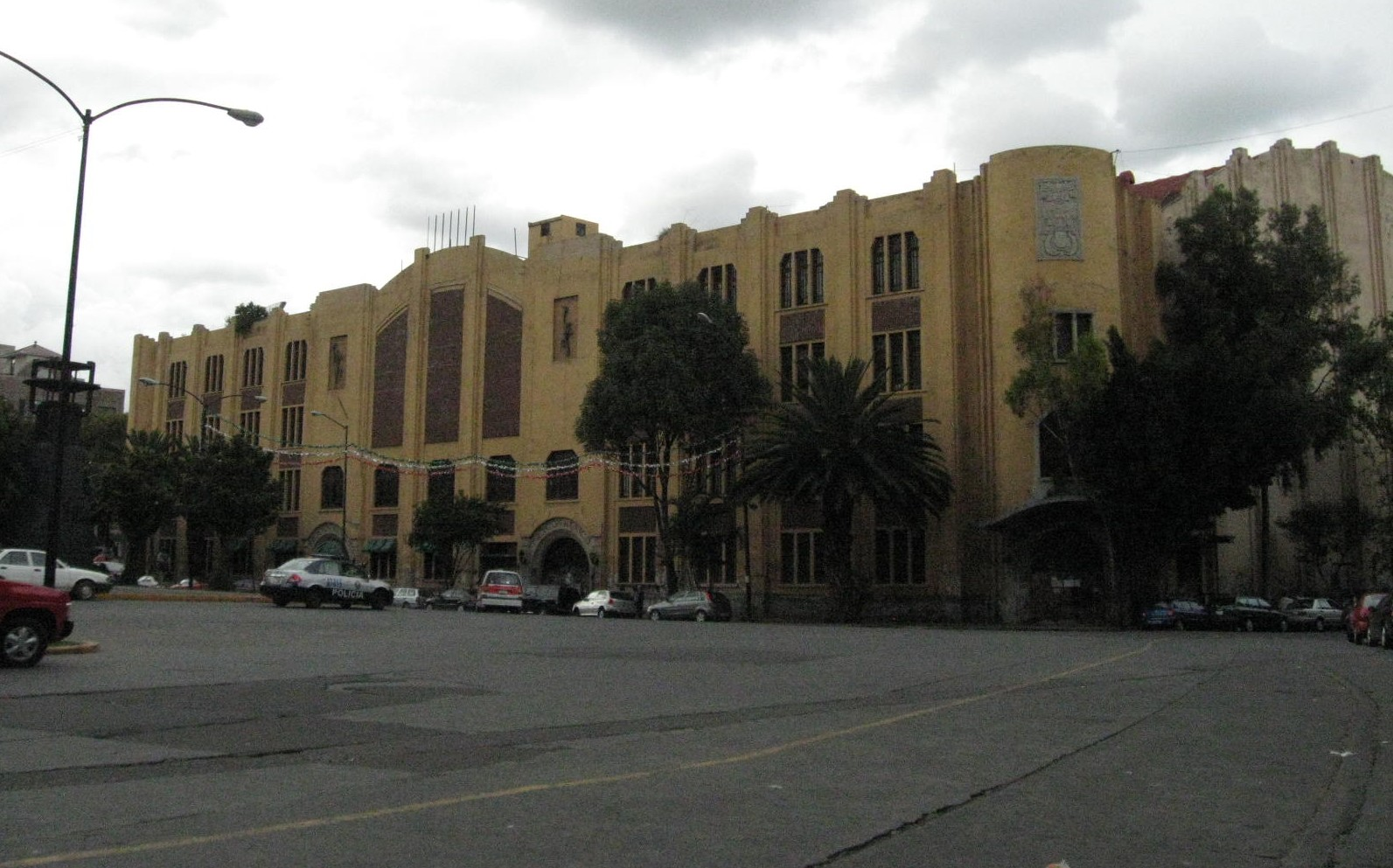
Frontó de cesta punta en Mèxic DF.

La modalitat habitual és el joc per parelles, sent els països més destacats França, Espanya, Mèxic, Filipines i Estats Units.

## Cesta punta als Mundials de Pilota Basca
| No.  | Any  | Seu                         | Or      | Plata        | Bronze       | Campions                      |
| I    | 1952 | Sant Sebastià · Espanya     | Espanya | Mèxic        |              | M. Balet - J. Balet           |
| II   | 1955 | Montevideo · Uruguai        | Mèxic   | Espanya      |              | R. Montes - A. López          |
| III  | 1958 | Biàrritz · França           | Mèxic   | Espanya      |              | Azcue - José Hamui            |
| IV   | 1962 | Pamplona · Espanya          | Mèxic   | Espanya      |              | Adrián Zubikarai - José Hamui |
| V    | 1966 | Montevideo · Uruguai        | Mèxic   | Espanya      |              | Adrián Zubikarai - José Hamui |
| VI   | 1970 | Sant Sebastià · Espanya     | França  | Espanya      | Mèxic        | Camy - Fourneau               |
| VII  | 1974 | Montevideo · Uruguai        | França  | Mèxic        | Espanya      | J. Abeberry - J. Irazoqui     |
| VIII | 1978 | Biàrritz · França           | Espanya | Mèxic        | França       | Aperribay - Totorica          |
| IX   | 1982 | Mèxic · Mèxic               | França  | Estats Units | Espanya      | D. Michelena - J. Inchauspe   |
| X    | 1986 | Vitòria · Espanya           | França  | Espanya      | Estats Units | Etxeverria - Inchauspe        |
| XI   | 1990 | Cuba · Cuba                 | Espanya | França       | Mèxic        | A. Compañón - Mugartegui      |
| XII  | 1994 | Donibane Lohitzune · França | Espanya | Mèxic        | França       | Lander - Osa                  |
| XIII | 1998 | Mèxic · Mèxic               | França  | Mèxic        | Espanya      | L. Garcia - E. Irastorza      |
| XIV  | 2002 | Pamplona · Espanya          | França  | Espanya      | Mèxic        | García - Inza                 |
| XV   | 2006 | Mèxic · Mèxic               | França  | Espanya      | Mèxic        | García - Inza                 |
| XVI  | 2010 | Pau · França                | França  | Mèxic        | Espanya      | Tambourindeguy - Etcheto      |
| XVI  | 2014 | Guadalajara · Mèxic         |         |              |              |                               |

### Medaller històric
| 1 | França       | 8  | 1  | 2  | 11 |
| 2 | Espanya      | 4  | 8  | 4  | 16 |
| 3 | Mèxic        | 4  | 6  | 4  | 14 |
| 4 | Estats Units | 0  | 1  | 1  | 2  |
|   | TOTAL        | 16 | 16 | 11 | 43 |

## Cesta punta als Jocs Olímpics
| No. | Any                       | Seu                 | Or      | Plata  | Bronze | Campions                             |
| I   | 1900                      | París · França      | Espanya | França |        | José de Amézola i Francisco Villota  |
| II  | 1924 (esport d'exhibició) | París · França      | Espanya | França |        | Sagrana, Garate, Santamaría          |
| III | 1968 (esport d'exhibició) | Mèxic DF · Mèxic    | Espanya | França | Mèxic  | Hnos. Mirapeix, Beascoechea i Arrien |
| IV  | 1992 (esport d'exhibició) | Barcelona · Espanya | Espanya | França | Mèxic  | Konpa, Atain, Celaya i Oianguren     |

### Medaller històric
| 1 | Espanya | 4 | 0 | 0 | 4  |
| 2 | França  | 0 | 4 | 0 | 4  |
| 3 | Mèxic   | 0 | 0 | 2 | 2  |
|   | TOTAL   | 4 | 4 | 2 | 10 |